# فيل هينسون
فيل هينسون (بالإنجليزية: Phil Henson)‏ هو لاعب كرة قدم بريطاني في مركز الوسط، ولد في 30 مارس 1953 في مانشستر في المملكة المتحدة. لعب مع سبارتا روتردام وستوكبورت كونتي وسوانزي سيتي وشيفيلد وينزداي ومانشستر سيتي.